# آندی فلیکینگر
آندی فلیکینگر (فرانسوی: Andy Flickinger‎؛ زادهٔ ۴ نوامبر ۱۹۷۸) دوچرخه‌سوار اهل فرانسه است.
از باشگاه‌هایی که در آن رکاب زده‌است می‌توان به تیم دوچرخه‌سواری فستینا، آژ۲آر لا موندیال، و تیم دوچرخه‌سواری دیرکت انرژی اشاره کرد.